# Doddosia picta
Doddosia picta är en tvåvingeart som beskrevs av Edwards 1934. Doddosia picta ingår i släktet Doddosia och familjen svävflugor. Inga underarter finns listade i Catalogue of Life.